# Ptinus palliatus
Ptinus palliatus là một loài bọ cánh cứng thuộc chi Ptinus trong họ Ptinidae.